# 摔角狂熱39
摔角狂熱39（英語：WrestleMania 39）是第39屆摔角狂熱職業摔角按次付費電視節目和世界摔角娛樂電視網賽事，由世界摔角娛樂為其Raw、SmackDown品牌部門製作。該賽事於2023年4月1日至2日在加利福尼亚州英格爾伍德的SoFi體育場舉行，為期兩晚，這是摔角狂熱37在2019冠状病毒病疫情迫使其搬遷之前的原先比賽地點。

## 製作

### 背景

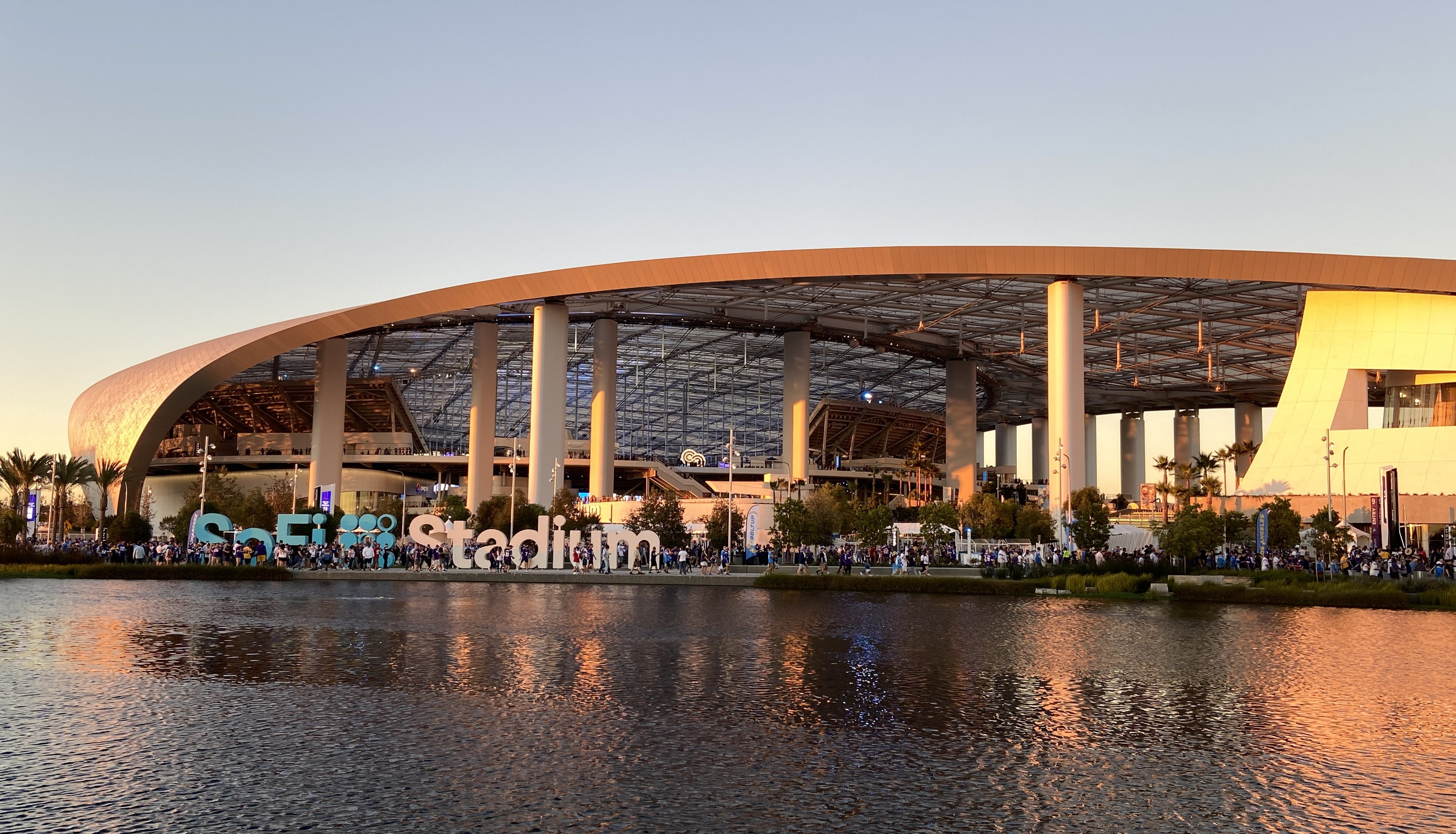
本屆賽事在加利福尼亚州英格爾伍德的SoFi體育場舉行。

摔角狂熱被認為是WWE的旗艦級賽事，始於1985年，是歷史上歷時最長的職業摔角賽事，每年於3月中旬至4月中旬舉行。 這是WWE最初的四個按次付費電視節目中的第一個，其中包括皇家大戰、夏日衝擊和強者生存，被稱為“四大賽”。 摔角狂熱被《福布斯》評為全球第六大最有價值的體育品牌， 並被譽為體育娛樂界的超级碗。 如同超級盃，各個城市競相爭奪摔角狂熱的年度舉辦權。
2020年2月10日，WWE宣布加利福尼亚州英格爾伍德的SoFi體育場將於2021年3月28日舉辦摔角狂熱37。 摔角記者戴夫·梅爾策報導稱，WWE最初計畫在2022年於SoFi體育場舉辦摔角狂熱，藉此宣傳該賽事的整體上座率高於第五十六届超级碗（當年2月在同一場地舉行）。然而，英格爾伍德市官員更希望摔角狂熱在2021年舉行，以為第五十六届超级碗做準備。
然而，在2020年10月的2019冠状病毒病疫情期間，摔角觀察員通訊報導稱，WWE正在考慮更改摔角狂熱37的比賽地點，因為2019冠状病毒病加利福尼亚州疫情的狀態使得該賽事越來越不可能在預定比賽日期有現場觀眾。據報導，WWE計劃將賽事遷至佛罗里达州坦帕的雷蒙詹姆斯體育場，該體育場原定於2020年舉辦摔角狂熱36，但疫情迫使其縮減規模，改為在WWE的奧蘭多訓練設施舉行。 2020年9月下旬，佛羅里達州州長罗恩·德桑蒂斯取消該州的所有強制性容量限制。 加利福尼亞州僅從2021年4月1日起才允許室外體育場向州內遊客重新開放，但容量會根據個別地區的病例陽性情況而受到限制。
2021年1月16日，WWE宣布摔角狂熱37將改至坦帕舉行。隨著這一宣布，WWE透露SoFi體育場仍將舉辦摔角狂熱，但它將改為2023年4月的摔角狂熱39—摔角狂熱38則於2022年在德克萨斯州阿靈頓的AT&T體育場舉行。摔角狂熱39將是自摔角狂熱21以來第一次在大洛杉矶地区舉行，也是第七次在加利福尼亞州舉行（繼2、VII、XII、2000、21和31之後）的摔角狂熱賽事。摔角狂熱39反過來也採用最初用於摔角狂熱37的“好萊塢”行銷方式。 該賽事最初宣布僅在2023年4月2日星期日舉行，但在摔角狂熱38期間，據透露，與前三屆摔角狂熱賽事一樣，摔角狂熱39擴大為兩晚的賽事，定於4月1日星期六和4月2日星期日舉行。

### 劇情
本屆摔角狂熱中的比賽涉及到摔角手們賽前的爭執、情節和劇情線劇本。摔角手將被描繪成正派、反派或角色性格難以區分的角色，在一場或一系列的比賽中製造緊張氣氛和高潮局面。比賽結果由WWE的編劇針對Raw、SmackDown品牌預先確定， 而故事情節則由WWE的每週電視節目，Monday Night Raw、Friday Night SmackDown製作。

#### 世界冠軍賽
在皇家大戰中，寇帝·羅茲贏得男子皇家大戰比賽獲得在摔角狂熱39挑戰羅曼·瑞恩斯的無可爭議WWE環球冠軍的機會。

## 評價
本屆賽事是歷史上票房收入最高的WWE賽事，產生2160萬美元的門票收入。 該賽事還得到評論家的普遍正面評價。 然而，無可爭議的WWE環球冠軍賽雖然也受到稱讚，但其結局卻因重複性而受到批評。

## 後續
自2023年1月以來，一直有人猜測WWE已經掛牌出售。在摔角狂熱39第二晚開始前幾個小時，全国广播公司商业频道透過多個消息來源報導稱，WWE和终极格斗冠军赛（UFC）的母公司奋进公司之間即將達成協議。該交易涉及WWE與UFC合併成為一家新的上市公司，奋进公司將持有51%的股份。 交易於次日2023年4月3日得到確認，合併將於今年下半年完成。摔角狂熱39隨後成為WWE由麥馬漢家族擁有和控制的最後一場賽事。

## 比賽結果

### 4月1日
| 序号               | 结果 | 比赛类型                    | 时长  |
| ------------------ | --- | --------------------------- | ----- |
| 1                  | 奧斯丁·希瑞 (c) 擊敗 約翰·希南 | WWE美國冠軍單打賽           | 11:20 |
| 2                  | 街頭利益(Angelo Dawkins&Montez Ford) 擊敗 布勞恩·史卓曼&李克謝 及 Alpha Academy(Chad Gable&Otis) 及 The Viking Raiders(Erik&Ivar) | 四重威脅雙打賽              | 8:30  |
| 3                  | 賽特·羅林斯 擊敗 罗根·保罗（與KSI）                                                                                               | 單打賽                      | 16:15 |
| 4                  | 翠許·史托塔、麗塔、貝琪·林區 擊敗 危險控制（貝莉、達寇塔·凱、大館昌美）                                                           | 三對三六人大戰              | 14:40 |
| 5                  | 雷·密斯特里歐 擊敗 多米尼克·密斯特里歐                                                                                            | 單打賽                      | 14:55 |
| 6                  | 芮亞·萊普利 擊敗 夏洛特·福萊爾 (c)                                                                                                | WWE SmackDown女子冠軍單打賽 | 23:55 |
| 7                  | 派特·麥克菲 擊敗 米茲 | 單打賽                      | 3:40  |
| 8                  | 凱文·歐文斯和賽米·賽恩 擊敗 烏索兄弟 (c)                                                                                          | 無庸置疑WWE雙打冠軍雙打賽   | 24:15 |
| - (c) – 冠军持有者 | |                             |       |

### 4月2日
| 序号               | 结果 | 比赛类型                  | 时长  |
| ------------------ | --- | ------------------------- | ----- |
| 1                  | 布洛克·雷斯納 擊敗 歐瑪斯（與MVP）                                                                                    | 單打賽                    | 4:25  |
| 2                  | 龍達·魯西和Shayna Baszler 擊敗 麗芙·摩根和Raquel González、 娜塔莉雅和Shotzi Blackheart及Chelsea Green、Sonya Deville | 四重威脅雙打賽            | 8:55  |
| 3                  | 岡瑟 (c) 擊敗 席莫斯和祖魯·麥金泰爾                                                                                   | WWE洲際冠軍三重威脅戰     | 16:40 |
| 4                  | 碧揚卡·布雷兒 (c) 擊敗 明日華                                                                                         | WWE Raw女子冠軍單打賽     | 16:05 |
| 5                  | 史努比狗狗 擊敗 米茲                                                                                                  | 單打賽                    |       |
| 6                  | Edge 擊敗 “惡魔”芬恩·貝勒                                                                                             | 地獄鐵籠戰                | 18:10 |
| 7                  | 羅曼·瑞恩斯 (c)（與保羅·黑門和索羅·西科亞）擊敗 寇帝·羅茲                                                             | 無庸置疑WWE環球冠軍單打賽 | 34:35 |
| - (c) – 冠军持有者 | |                           |       |

## 備註
1. ↑  這場比賽最初是辛恩·麥馬漢面對米茲，但在比賽進行期間麥馬漢合法的撕裂他的股四頭肌後，史努比將自己作為麥馬漢的替補。

## 外部連結
- 摔角狂熱官方網站（英文）